# Arnoul des Yvelines
Pour les articles homonymes, voir Saint Arnoul et Arnoul.
Arnoul des Yvelines (Arnoult, Arnoul ou Arnulfus), dit saint Arnoult est un saint légendaire, qui aurait été évêque de Tours. La sépulture qui lui est attribuée devint le village où on l'honore, Saint-Arnoult-en-Yvelines. Saint chrétien, il est fêté localement le 18 juillet,. Sa vita se rattache au pagus Castrensis la région de Chatres (Castra) devenue Arpajon.

## Biographie
Il existe une Vita de S. Arnulpho Martyre Forte episcopo Turonensi,. L'ouvrage de Saint-Amable du début du XVIe siècle, et qui était dédié à l'abbaye Saint-Rémi-des-Landes (Clairefontaine, Yvelines), raconte que :
Arnoult était issu d'une famille franque de la région de Rethel dans les Ardennes.  Son père nommé Quiriace et sa mère Quincienne furent attachés au culte des idoles jusqu'à ce que saint Rémi les éclaire, en 496. Il fut élevé à la cour de Reims. Le futur saint Rémi le remarqua. Clovis, roi des Francs lui donna Scariberge, une de ses nièces en mariage. Arnoult et Scariberge se promettent de garder leur virginité et se séparent l'un de l'autre. Il entreprit des voyages comme émissaire du roi à Rome, Constantinople, Jérusalem et à Ravenne. Par la suite il fut élu évêque intérimaire de Tours. Et il recommença ses voyages à Poitiers et vers l'Espagne. Il y combattit l'arianisme. Il revint vers Reims au moment de la mort de saint Rémi, c'est alors qu'il fut assassiné.
Selon ses vœux, Scariberge, son épouse, décida d'acheminer son corps vers Tours, ville dont il avait été prélat. Lors de ce périple, le convoi funèbre traversa la forêt d'Yveline, vers l'année 535. À l'endroit qui se nomme Saint-Arnoult-en-Yvelines, non loin de la frontière du peuple des Carnutes et des Parisii Le charriot devint impossible à tirer par l'attelage de bœufs. La dépouille de l'évêque ne put repartir. Selon la légende, la volonté divine se réalisait. Scariberge  décida d'enterrer son époux à cet endroit où il s'était immobilisé. Après sa canonisation par l’Église Catholique, il devint le saint-patron des Yvelines.